# Zone naturelle protégée du Grand-Lac
La zone naturelle protégée du Grand-Lac (anglais : Grand Lake Protected Natural Area) est une aire protégée du Nouveau-Brunswick située à l'ouest du Grand Lac. Cette zone naturelle protégée de 107 km2 a objectif de protéger la plus grande d'inondation de la province. Elle a été créée en 2003 et est administrée par le ministère des Ressources naturelles.